# Laguna de Duero
Laguna de Duero é um município da Espanha na província de Valladolid, comunidade autónoma de Castela e Leão, de área 29,25 km² com população de 21214 habitantes (2007) e densidade populacional de 697,30 hab/km².

## Demografia
| Variação demográfica do município entre 1991 e 2004 | Variação demográfica do município entre 1991 e 2004 | Variação demográfica do município entre 1991 e 2004 | Variação demográfica do município entre 1991 e 2004 |
| --------------------------------------------------- | --------------------------------------------------- | --------------------------------------------------- | --------------------------------------------------- |
| 1991                                                | 1996                                                | 2001                                                | 2004                                                |
| 11579                                               | 14234                                               | 19013                                               | 20396                                               |